# Chargey-lès-Port
Chargey-lès-Port is een gemeente in het Franse departement Haute-Saône (regio Bourgogne-Franche-Comté) en telt 237 inwoners (2011). De plaats maakt deel uit van het arrondissement Vesoul.

## Geografie
De oppervlakte van Chargey-lès-Port bedraagt 13,2 km², de bevolkingsdichtheid is 18 inwoners per km².
De onderstaande kaart toont de ligging van Chargey-lès-Port met de belangrijkste infrastructuur en aangrenzende gemeenten.

## Demografie
Onderstaande figuur toont het verloop van het inwonertal (bron: INSEE-tellingen).